# Grupo Radio Asturias
Grupo Radio Asturias es el nombre comercial de la empresa Radio Asturias EAJ-19, S.L., fundada en el año 1926.[cita requerida]
Pertenece a la familia Toyos y está afiliada a Prisa Radio (Cadena SER y sus emisoras musicales)

## Centros emisores
En la siguiente lista se indican las localizaciones de los centros emisores de Grupo Radio Asturias y sus frecuencias:
- Cadena SER Radio Asturias FM - 100,9 MHz - Picajo Oviedo /Langreo
- Cadena SER Radio Asturias OM - 1026 kHz - Grandota Oviedo
- Cadena SER Radio Nalón - 87,6 MHz - Brañueta Laviana
- Los 40 Classic Asturias - 88,9 MHz - Grandota Oviedo
- Los 40 Asturias - 97,5 MHz - Grandota Oviedo
- Los 40 Eo - 106,4 MHz - Teixo Taramundi
- Cadena Dial Asturias - 91,1 MHz - Grandota Oviedo
- Cadena Dial Eo-Navia - 98,3 MHz - Penouta Boal
- Los 40  Urban Asturias - 94,7 MHz - Moutas Grado
- Cadena SER Oriente - 91,5 MHz - Campo de Golf "La Cuesta" Llanes

En Cadena SER Radio Asturias OM, se emiten los partidos de fútbol del Real Oviedo. Para ello en OM se desconecta de la señal Nacional de Cadena SER
A la vez Cadena SER Avilés (SER Avilés), Cadena SER Gijón (SER Gijón), Cadena SER Cangas de Onís (SER Cangas de Onís) y Cadena SER Occidente (SER Occidente/ SER Navia ) conectan con Cadena SER Radio Asturias para la emisión de algunos programas regionales como Hora 14 Asturias o Hoy por Hoy Regional Asturias. (No confundir con Hoy por Hoy Local). También en LOS40 Classic de vez en cuando se desconecta de la señal nacional para hacer programas propios musicales de Radio Asturias como El Scanner, que hace muchos años se hacía en LOS40